# Ernst Diehl (Philologe)

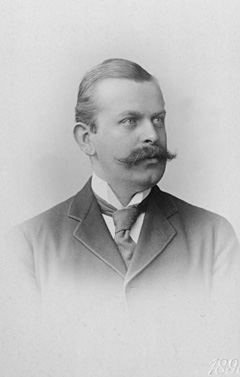
Ernst Diehl 1899 als Assistent an der Universität Göttingen

Ernst Diehl (* 9. Juni 1874 in Emmerich; † 2. Februar 1947 in München) war ein deutscher klassischer Philologe und Epigraphiker.

## Leben
Der Sohn des Gymnasialdirektors August Diehl (1841–1919) studierte in Bonn (bei Hermann Usener, Franz Bücheler und Heinrich Nissen) und Berlin (bei Hermann Diels, Emil Hübner und Otto Kern) klassische und romanische Philologie. Er promovierte 1897 und wurde Assistent am philologischen Seminar in Freiburg im Breisgau, wo er sich habilitierte. 1906 wurde er außerordentlicher Professor für Klassische Philologie in Jena. 1911 erhielt er einen Ruf auf den Lehrstuhl für Latinistik an der Universität Innsbruck (als Nachfolger von Anton Zingerle). Hier wirkte er im Studienjahr 1915/16 als Dekan und 1919/20 als Rektor. 1925 folgte er einem Ruf nach Halle (als Nachfolger von Georg Wissowa), den er bis zu seiner Emeritierung 1937 innehatte.
Diehl war Ehrenmitglied der Klassisch-Historischen Verbindung Hermunduria Jena.

## Leistungen
Seit seiner Dissertation lag der Arbeitsschwerpunkt Diehls zunächst bei der lateinischen Epigraphik. Er gab mehrere Studien- und Auswahlausgaben heraus (u. a. altlateinische Inschriften, Inschriften aus Pompeji und die Res Gestae Divi Augusti), vor allem aber eine dreibändige Sammlung christlicher Inschriften.
Später wandte Diehl sich schwerpunktmäßig der Gräzistik zu. Neben einer kritischen Edition des Kommentars des Proklos zum Timaios Platons war sein großes Werk in diesem Gebiet die Anthologia Lyrica Graeca.

## Schriften
- (Hrsg.): Procli diadochi in Platonis Timaeum commentaria. 3 Bde., Teubner, Leipzig 1903–1906.
- (Hrsg.): Inscriptiones Latinae Christianae veteres. 3 Bände. Weidmann, Berlin 1924–1931.
- (Hrsg.): Anthologia Lyrica Graeca. 2 Bände. Teubner, Leipzig 1925. 2. Ausgabe 1934–1942.